# Hugo Porfírio
Hugo Porfirio est un footballeur portugais né le 28 septembre 1973 à Lisbonne. Il évoluait au poste d'attaquant.

## Biographie
International portugais (3 sélections), il participe à l'Euro 1996 avec le Portugal.

## Carrière
- 1992-1997 :  Sporting CP
- 1994-1995 :  FC Tirsense (prêt)
- 1995-1996 :  UD Leiria (prêt)
- 1996-1997 :  West Ham United (prêt)
- 1997-1998 :  Racing Santander
- 1998-2004 :  Benfica
- 1999 :  Nottingham Forest FC (prêt)
- 2000-2001 :  CS Marítimo (prêt)
- 2002-2004 :  Benfica B
- 2004-2006 :  1º Dezembro
- 2006-2007 :  Oriental Lisbonne
- 2007-2008 :  Al Nasr Riyad

## Sélections
- Portugal U-17 : 5 sélections et 0 but
- Portugal U-18 : 4 sélections et 0 but
- Portugal U-20 : 1 sélection et 0 but
- Portugal U-21 : 10 sélections et 2 buts entre 1994 et 1995
- Portugal A : 3 sélections et 0 but lors de l'année 1996

## Statistiques
- 86 matchs et 10 buts en 1re division portugaise
- 32 matchs et 3 buts en 1re division anglaise
- 20 matchs et 1 but en 1re division espagnole